# 180 до н. е.

## Події
- Смута Люй —　інцидент у стародавньому Китаї часів династії Хань, у ході якого знищено знатний рід Люй
- Закон Віллія
- Триває Перша Кельтіберська війна

## Померли
- Лю Хун — імператор династії Хань у 184—180 до н. е.(посмертне ім'я — Імператор Шао)